# Катрин (певица)
Катри́н (настоящее имя Екатерина Юрьевна Яковлева) — российская певица и писательница, лидер музыкального жанра манга-поп в России.

## Биография
Первый альбом певицы «Морской бриз» был записан на киностудии им. Горького в 2005 году. В 2007 году Катрин записывает сингл «Ветер Парижа» — гимн юному хипстерству, с которым выступает на конкурсе «Интерзвезда» и занимает первое место. В 2008 году на конкурсе «Путёвка к звёздам», организатором которого является Ирина Величка, Катрин становится лауреатом и обладательницей кубка «Золотой микрофон». В 2009 году в жанре манга-поп певица записывает сингл «Мой мэтр» В этом же году Катрин сняла клип на песню «Белый цветок луны», спровоцировавший широкий общественный резонанс в Рунете, вызвав множество споров по поводу нетрадиционной авторской манеры прорисовки персонажей и сюжета в стиле «сёдзё-ай», а также стала победительницей смс-чарта «Realmusic». В 2011 году выходит в свет сказка-фэнтэзи Катрин «Лидия. Таинственный мир», повествующую о двух сёстрах, которые оживляют с помощью волшебного заклинания придуманную ими страну под названием «Лидия». Книга была удостоена второго места на конкурсе «Интерпроза». В этом же году стала лауреатом международного поэтического конкурса «Золота Строфа» в номинации «Философская лирика»
В 2013 году Катрин записывает второй альбом под названием «Мой мэтр», в который вошли песни на русском, английском и японском языках.
В 2014 году Катрин вместе с певицей Origa выступала на фестивале японской культуры «Хинодэ» в клубе «Rock-House». На этом же фестивале в 2015 году Катрин выступила в роли модели, демонстрируя кимоно японской невесты на «Кимоно-шоу».
В мае 2015 года певица выпустила поэтический сборник «Поэзия. Избранное». В июне этого же года совместно со студией «ARTika» Катрин сняла короткометражный фильм-клип «Волшебник» по мотивам собственного одноимённого стихотворения.
В 2016 году Катрин окончила с красным дипломом факультет искусств МГУ им. Ломоносова, мастерская народного артиста Евгения Хорошевцева. Тогда же презентовала три новых инструментальных трека: «Draw my inspiration», «Tell me» и «Eternal love».
В 2017 году Катрин выпустила сингл «Дежавю» в жанре поп-рок, аранжировщиком которого выступил Александр Корпусов. Также в 2017 году она стала финалистом международного лирико-патриотического поэтического конкурса имени поэта и воина Игоря Николаевича Григорьева «Только б русскую душу на ветер не пустить — ни про что — в никуда»
В 2018 году Катрин записала новый сингл «Гангстер» в стиле манга-поп музыки.
В 2021 году вышел сингл «Донжуан».
В 2022 году окончила Театральный институт имени Бориса Щукина, мастерскую профессора Анны Марковны Бруссер по специализации мастерство искусства речи.

## Стиль и влияние
По словам Катрин, в основном её вдохновляли группа «Тату» и певица МакSим, однако увлечение Японией и традиционной ей музыкой, стали направляющими стиля певицы. Манга-поп — жанр, в котором исполняет свои песни Катрин, является смесью популярной музыки и стиля манга.

Моя авторская фишка — манга по мотивам текстов песен.
— Катрин

## Дискография

### Альбомы
- «Морской бриз» (2005)
- «Мой мэтр» (2013)

### Синглы
- «Ветер Парижа» (2007)
- «Мой мэтр» (2009)
- «Белый цветок луны» (2009)
- «Draw my inspiration» (2016)
- «Tell me» (2016)
- «Eternal love» (2016)
- «Дежавю» (2017)
- «Гангстер» (2018)
- «Донжуан» (2021)

## Клипы
- «Белый цветок луны» (2009)
- «Волшебник» (2015)